# Piłka nożna na Letnich Igrzyskach Olimpijskich 2020
Turniej piłki nożnej na Letnich Igrzyskach Olimpijskich 2020 rozegrany został w dniach 21 lipca 2021 – 7 sierpnia 2021. Pierwotnie turniej miał być rozegrany w dniach  22 lipca – 7 sierpnia 2020 (kobiety) i 23 lipca – 8 sierpnia 2020 (mężczyźni), lecz został przełożony na następny rok z powodu pandemii COVID-19.

## Zasady
Od 1992 roku w męskiej piłce nożnej na IO obowiązują ograniczenia wiekowe – w drużynach występują piłkarze z reprezentacji U23 oraz 3 zawodników w dowolnym wieku. Z racji przełożenia Igrzysk, FIFA postanowiła zmienić zasadę i dopuścić piłkarzy U24, czyli urodzonych 1 stycznia 1997 r. lub później. W czerwcu 2020 r. FIFA zgodziła się na użycie systemu VAR na Igrzyskach Olimpijskich.
W turnieju kobiet zasada ta nie obowiązuje – mecze między sobą rozgrywają reprezentacje seniorów.

## Terminarz
| GR | Faza grupowa | ¼ | Ćwierćfinały | ½ | Półfinały | 3 | Mecz o 3. miejsce | F | Finał |

| DataPłeć  | 21.07 | 22.07 | 23.07 | 24.07 | 25.07 | 26.07 | 27.07 | 28.07 | 29.07 | 30.07 | 31.07 | 1.08 | 2.08 | 3.08 | 4.08 | 5.08 | 6.08 | 7.08 |
| --------- | ----- | ----- | ----- | ----- | ----- | ----- | ----- | ----- | ----- | ----- | ----- | ---- | ---- | ---- | ---- | ---- | ---- | ---- |
| Mężczyźni |       | GR    |       |       | GR    |       |       | GR    |       |       | ¼     |      |      | ½    |      |      | 3    | F    |
| Kobiety   | GR    |       |       | GR    |       |       | GR    |       |       | ¼     |       |      | ½    |      |      | 3    | F    |      |

## Stadiony[3]
| Shinjuku, Tokio                                                               | Chōfu, Tokio                                                                  | Saitama                                                                       | Jokohama          |
| ----------------------------------------------------------------------------- | ----------------------------------------------------------------------------- | ----------------------------------------------------------------------------- | ----------------- |
| Stadion Olimpijski                                                            | Stadion Ajinomoto                                                             | Stadion Saitama                                                               | Stadion Nissan    |
| Pojemność: 60 102                                                             | Pojemność: 48 000                                                             | Pojemność: 62 000                                                             | Pojemność: 70 000 |
|                                                                               |                                                                               |                                                                               |                   |
| TokioSaitamaJokohamaSapporoKashimaSendaiMiasta-organizatorzy na mapie Japonii | TokioSaitamaJokohamaSapporoKashimaSendaiMiasta-organizatorzy na mapie Japonii | TokioSaitamaJokohamaSapporoKashimaSendaiMiasta-organizatorzy na mapie Japonii | Kashima           |
| TokioSaitamaJokohamaSapporoKashimaSendaiMiasta-organizatorzy na mapie Japonii | TokioSaitamaJokohamaSapporoKashimaSendaiMiasta-organizatorzy na mapie Japonii | TokioSaitamaJokohamaSapporoKashimaSendaiMiasta-organizatorzy na mapie Japonii | Stadion Kashima   |
| TokioSaitamaJokohamaSapporoKashimaSendaiMiasta-organizatorzy na mapie Japonii | TokioSaitamaJokohamaSapporoKashimaSendaiMiasta-organizatorzy na mapie Japonii | TokioSaitamaJokohamaSapporoKashimaSendaiMiasta-organizatorzy na mapie Japonii | Pojemność: 42 000 |
| TokioSaitamaJokohamaSapporoKashimaSendaiMiasta-organizatorzy na mapie Japonii | TokioSaitamaJokohamaSapporoKashimaSendaiMiasta-organizatorzy na mapie Japonii | TokioSaitamaJokohamaSapporoKashimaSendaiMiasta-organizatorzy na mapie Japonii |                   |
| TokioSaitamaJokohamaSapporoKashimaSendaiMiasta-organizatorzy na mapie Japonii | TokioSaitamaJokohamaSapporoKashimaSendaiMiasta-organizatorzy na mapie Japonii | TokioSaitamaJokohamaSapporoKashimaSendaiMiasta-organizatorzy na mapie Japonii | Rifu              |
| TokioSaitamaJokohamaSapporoKashimaSendaiMiasta-organizatorzy na mapie Japonii | TokioSaitamaJokohamaSapporoKashimaSendaiMiasta-organizatorzy na mapie Japonii | TokioSaitamaJokohamaSapporoKashimaSendaiMiasta-organizatorzy na mapie Japonii | Stadion Miyagi    |
| TokioSaitamaJokohamaSapporoKashimaSendaiMiasta-organizatorzy na mapie Japonii | TokioSaitamaJokohamaSapporoKashimaSendaiMiasta-organizatorzy na mapie Japonii | TokioSaitamaJokohamaSapporoKashimaSendaiMiasta-organizatorzy na mapie Japonii | Pojemność: 48 000 |
| TokioSaitamaJokohamaSapporoKashimaSendaiMiasta-organizatorzy na mapie Japonii | TokioSaitamaJokohamaSapporoKashimaSendaiMiasta-organizatorzy na mapie Japonii | TokioSaitamaJokohamaSapporoKashimaSendaiMiasta-organizatorzy na mapie Japonii |                   |
| TokioSaitamaJokohamaSapporoKashimaSendaiMiasta-organizatorzy na mapie Japonii | TokioSaitamaJokohamaSapporoKashimaSendaiMiasta-organizatorzy na mapie Japonii | TokioSaitamaJokohamaSapporoKashimaSendaiMiasta-organizatorzy na mapie Japonii | Sapporo           |
| TokioSaitamaJokohamaSapporoKashimaSendaiMiasta-organizatorzy na mapie Japonii | TokioSaitamaJokohamaSapporoKashimaSendaiMiasta-organizatorzy na mapie Japonii | TokioSaitamaJokohamaSapporoKashimaSendaiMiasta-organizatorzy na mapie Japonii | Sapporo Dome      |
| TokioSaitamaJokohamaSapporoKashimaSendaiMiasta-organizatorzy na mapie Japonii | TokioSaitamaJokohamaSapporoKashimaSendaiMiasta-organizatorzy na mapie Japonii | TokioSaitamaJokohamaSapporoKashimaSendaiMiasta-organizatorzy na mapie Japonii | Pojemność: 42 000 |
| TokioSaitamaJokohamaSapporoKashimaSendaiMiasta-organizatorzy na mapie Japonii | TokioSaitamaJokohamaSapporoKashimaSendaiMiasta-organizatorzy na mapie Japonii | TokioSaitamaJokohamaSapporoKashimaSendaiMiasta-organizatorzy na mapie Japonii |                   |

## Kwalifikacje

### Kwalifikacje mężczyzn
| Federacja | Eliminacje                        | Data kwalifikacji                 | Miejsce turnieju kwalifikacyjnego | Liczba krajów | Kraje uczestniczące           |
| --------- | --------------------------------- | --------------------------------- | --------------------------------- | ------------- | ----------------------------- |
| AFC       | Gospodarz                         | 7 września 2013                   | Argentyna                         | 1             | Japonia U-24                  |
| AFC       | Puchar Azji U-22                  | 8–26 stycznia 2020                | Tajlandia                         | 3             | Arabia Saudyjska U-24         |
| AFC       | Puchar Azji U-22                  | 8–26 stycznia 2020                | Tajlandia                         | 3             | Australia U-24                |
| AFC       | Puchar Azji U-22                  | 8–26 stycznia 2020                | Tajlandia                         | 3             | Korea Południowa U-24         |
| CAF       | Mistrzostwa Afryki U-23           | 8–22 listopada 2019               | Egipt                             | 3             | Egipt U-24                    |
| CAF       | Mistrzostwa Afryki U-23           | 8–22 listopada 2019               | Egipt                             | 3             | Południowa Afryka U-24        |
| CAF       | Mistrzostwa Afryki U-23           | 8–22 listopada 2019               | Egipt                             | 3             | Wybrzeże Kości Słoniowej U-24 |
| CONCACAF  | Turniej kwalifikacyjny CONCACAF   | 18 marca – 30 Marca 2021          | Meksyk                            | 2             | Honduras U-24                 |
| CONCACAF  | Turniej kwalifikacyjny CONCACAF   | 18 marca – 30 Marca 2021          | Meksyk                            | 2             | Meksyk U-24                   |
| CONMEBOL  | Turniej kwalifikacyjny do Igrzysk | 18 stycznia – 9 lutego 2020       | Kolumbia                          | 2             | Argentyna U-24                |
| CONMEBOL  | Turniej kwalifikacyjny do Igrzysk | 18 stycznia – 9 lutego 2020       | Kolumbia                          | 2             | Brazylia U-24                 |
| OFC       | Turniej kwalifikacyjny do Igrzysk | 21 września – 5 października 2019 | Fidżi                             | 1             | Nowa Zelandia U-24            |
| UEFA      | Mistrzostwa Europy U-21           | 16–30 czerwca 2019                | Włochy · San Marino               | 4             | Francja U-24                  |
| UEFA      | Mistrzostwa Europy U-21           | 16–30 czerwca 2019                | Włochy · San Marino               | 4             | Hiszpania U-24                |
| UEFA      | Mistrzostwa Europy U-21           | 16–30 czerwca 2019                | Włochy · San Marino               | 4             | Niemcy U-24                   |
| UEFA      | Mistrzostwa Europy U-21           | 16–30 czerwca 2019                | Włochy · San Marino               | 4             | Rumunia U-24                  |

### Kwalifikacje kobiet
| Federacja    | Eliminacje                      | Data kwalifikacji                    | Miejsce turnieju kwalifikacyjnego | Liczba krajów | Kraje uczestniczące |
| ------------ | ------------------------------- | ------------------------------------ | --------------------------------- | ------------- | ------------------- |
| AFC          | Gospodarz                       | 7 września 2013                      | Argentyna                         | 1             | Japonia             |
| AFC          | Turniej kwalifikacyjny AFC      | 6–11 marca 2020 i 8-13 kwietnia 2021 | kilka miejsc                      | 2             | Australia           |
| AFC          | Turniej kwalifikacyjny AFC      | 6–11 marca 2020 i 8-13 kwietnia 2021 | kilka miejsc                      | 2             | Chiny               |
| CAF          | Turniej kwalifikacyjny CAF      | 5–10 marca 2020                      | kilka miejsc                      | 1             | Zambia              |
| CAF–CONMEBOL | Play-off CAF-CONMEBOL           | 10–13 kwietnia 2021                  | Turcja                            | 1             | Chile               |
| CONCACAF     | Turniej kwalifikacyjny CONCACAF | 28 stycznia – 9 lutego 2020          | Stany Zjednoczone                 | 2             | Kanada              |
| CONCACAF     | Turniej kwalifikacyjny CONCACAF | 28 stycznia – 9 lutego 2020          | Stany Zjednoczone                 | 2             | Stany Zjednoczone   |
| CONMEBOL     | Mistrzostwa Ameryki Południowej | 4–22 kwietnia 2018                   | Chile                             | 1             | Brazylia            |
| OFC          | Puchar Narodów Oceanii          | 18 listopada – 1 grudnia 2018        | Nowa Kaledonia                    | 1             | Nowa Zelandia       |
| UEFA         | Mistrzostwa Świata              | 7 czerwca – 7 lipca 2019             | Francja                           | 3             | Anglia              |
| UEFA         | Mistrzostwa Świata              | 7 czerwca – 7 lipca 2019             | Francja                           | 3             | Holandia            |
| UEFA         | Mistrzostwa Świata              | 7 czerwca – 7 lipca 2019             | Francja                           | 3             | Szwecja             |